# Xenogliocladiopsis
Xenogliocladiopsis is een geslacht van schimmels behorend tot de familie Nectriaceae. Het bevat alleen Xenoleptographium phialoconidium.

## Soorten
Volgens Index Fungorum telt het geslacht twee soorten (peildatum maart 2023):
| Soortnaam                        | Auteur(s)           | Publicatiejaar |
| -------------------------------- | ------------------- | -------------- |
| Xenogliocladiopsis cypellocarpae | L. Lombard & Crous  | 2015           |
| Xenogliocladiopsis eucalyptorum  | Crous & W.B. Kendr. | 1994           |